# 木村達成
木村達成（日语：／ Tatsunari Kimura；1993年12月8日—），日本男演員。東京都出身，ALPHA AGENCY所屬。

## 個人概要

### 演藝發展
- 2012年10月-在音樂劇《網球王子》第二季中飾演海堂 薰出道。

- 2015年11月～2021年3月-在音樂劇《排球少年！！ （页面存档备份，存于）》飾演影山飛雄

從那時起直到2012 年～2021年，主要活躍於2.5次元的劇場中。
- 2018年3月 - 於音樂劇《一籠傻鳥》飾演尚·米榭在大型音樂劇亮相[2]。
- 2019年6月 - 於音樂劇《伊莉莎白》中飾演奧匈帝國皇太子魯道夫初次於帝国劇場演出[3]。
- 2020年1月 - 與經紀公司UTY合約結束，移籍至ALPHA AGENCY（日语：アルファエージェンシー）。
- 2020年4〜7月 - 受新冠肺炎影響，原定上映的音樂劇《西城故事》第三季和原定首演的音樂劇《四月是你的謊言》皆全部取消[4] [5]。
（※四月是你的謊言延後2年於2022年5月開演。[6]）
- 2020年9月 - 《銀河鐵道之夜2020》中挑戰話劇表演[7]，也是自身首次主演。
- 2020年11月 - 音樂劇《金牌製作人》[8]初次挑戰飾演同性戀角色，有了為自己展了新戲路的評論[9]。
- 2021年4月 - NHK大河劇《直衝青天》中初出演，飾演中村三平。
- 2021年9月 - 音樂劇《開膛手傑克》日本版初主演[10]。
- 2021年12月1日 - 木村達成官方俱樂部開設[備註 1]。
- 2022年6月 - 參與改編自日本漫畫家佐岸左岸人氣BL漫畫的日劇《經典杯子蛋糕》，因飾演劇中下屬外川細膩的演技大受好評，也讓木村達成在台灣獲得更多人氣[11]。
- 2024年1月 - NHK大河劇《致光之君》中飾演三條天皇。

### 備註
1. ↑  2021年11月後由前經紀公司UTY經營的木村達成官方網站與粉絲俱樂部「Foot loose」已關閉

## 外部連結
- 木村達成 （页面存档备份，存于） - 經紀公司介紹
- 木村達成オフィシャルファンクラブ （页面存档备份，存于） - 官方粉絲俱樂部(2021/12/1開設)
- 木村達成 （页面存档备份，存于） - 日本タレント名鑑
- ALPHA AGENCY （页面存档备份，存于） - 經紀公司官方Twitter
- ALPHA AGENCY的Instagram帳戶